# Вівіане Жунгблут
Вівіане Жунгблут (порт. Viviane Jungblut, 29 червня 1996) — бразильська плавчиня.
Призерка Панамериканських ігор 2019 року.